# 1344年
| 千纪： | 2千纪 |
| 世纪： | 13世纪 \| 14世纪 \| 15世纪                                                                                 |
| 年代： | 1310年代 \| 1320年代 \| 1330年代 \| 1340年代 \| 1350年代 \| 1360年代 \| 1370年代                           |
| 年份： | 1339年 \| 1340年 \| 1341年 \| 1342年 \| 1343年 \| 1344年 \| 1345年 \| 1346年 \| 1347年 \| 1348年 \| 1349年 |
| 纪年： | 甲申年（猴年）；元至正四年；越南紹豐四年；日本南朝興國五年，北朝康永三年                                   |

## 大事记
- 淮北大旱，朱元璋入皇覺寺。
- 中書右丞相脫脫因病辭職，元順帝親政直到1349年，期間，採取了一系列改革措施，史稱“至正新政”。
- 卡斯蒂利亞王國從馬林王朝手中奪取阿爾赫西拉斯。
- 第一次加里西亞－沃里尼亞戰爭以波蘭王國 卡齊米日三世奪得加里西亞中部作結。

## 出生
- 拜里米苏拉，满剌加国（马六甲王朝）开国君主